# Episodi di Sabrina, vita da strega (quarta stagione)
La quarta stagione della serie televisiva Sabrina, vita da strega fu trasmessa negli Stati Uniti dall'ABC tra il 24 settembre 1999 e il 5 maggio 2000. Fu trasmessa in Italia, su Italia 1, nel 2000.
È l'ultima stagione ad andare in onda sull'ABC.
| nº | Titolo originale                      | Titolo italiano              | Prima TV USA      | Prima TV Italia |
| -- | ------------------------------------- | ---------------------------- | ----------------- | --------------- |
| 1  | No Place Like Home                    | Casa dolce casa              | 24 settembre 1999 | 16 ottobre 2000 |
| 2  | Dream a Little Dreama Me!             | Che ore sono?                | 1º ottobre 1999   |                 |
| 3  | Jealousy                              | Sentimenti pericolosi        | 8 ottobre 1999    |                 |
| 4  | Little Orphan Hilda                   | Le due orfanelle             | 15 ottobre 1999   |                 |
| 5  | Spoiled Rotten                        | La carta di credito          | 22 ottobre 1999   |                 |
| 6  | Episode LXXXI: The Phantom Menace     | Il fantasma                  | 29 ottobre 1999   |                 |
| 7  | Prelude to a Kiss                     | Preludio di un bacio         | 5 novembre 1999   |                 |
| 8  | Aging, Not So Gracefully              | Anni d' argento              | 12 novembre 1999  |                 |
| 9  | Love Means Having to Say You're Sorry | Alta diplomazia              | 19 novembre 1999  |                 |
| 10 | Ice Station Sabrina                   | L'acchiappastreghe           | 26 novembre 1999  |                 |
| 11 | Salem and Juliette                    | Una gatta da pelare          | 10 dicembre 1999  |                 |
| 12 | Sabrina, Nipping at Your Nose         | Giamaica                     | 17 dicembre 1999  |                 |
| 13 | Now You See Her, Now You Don't        | Il ballo dei fiocchi di neve | 7 gennaio 2000    |                 |
| 14 | Super Hero                            | I sogni si avverano          | 21 gennaio 2000   |                 |
| 15 | Love in Bloom                         | Un amore di troppo           | 11 febbraio 2000  |                 |
| 16 | Welcome Back, Ducke                   | Lezioni di tip tap           | 25 febbraio 2000  |                 |
| 17 | Salem's Daughter                      | Salem, padre della sposa     | 3 marzo 2000      |                 |
| 18 | Dreama the Mouse                      | Un topo per amica            | 17 marzo 2000     |                 |
| 19 | The Wild, Wild Witch                  | Strega selvaggia             | 31 marzo 2000     |                 |
| 20 | She's Baaaack!                        | La cotta di Amanda           | 14 aprile 2000    |                 |
| 21 | The Four Faces of Sabrina             | Sabrina, quattro facce       | 28 aprile 2000    |                 |
| 22 | The End of an Era                     | La fine di un'era            | 5 maggio 2000     |                 |